# Gilles Roux et Marie Meuse
Les Aventures de Gilles Roux et Marie Meuse ou de Marie Meuse et Gilles Roux sont une série de bande dessinée à thème écologique créée par Magda et Lamquet. D'abord publiée dans le Journal de Tintin de 1979 à 1988, elle paraît ensuite aux éditions du Lombard de 1985 à 1988.

## Trame
Gilles Roux et Marie Meuse sont deux scientifiques qui étudient les animaux et observent des phénomènes étranges. 
Jeunes et dynamiques, ils sont prêts à de longs voyages pour aller là où l'équilibre écologique est en danger. Ils étudient les phénomènes et recherchent une solution, n'hésitant pas à lutter contre ceux qui menacent l'avenir de la planète.

## Historique de la série
Magda crée cette série en 1979 pour le Journal de Tintin, avec des textes de Chris Lamquet, et qui a l'écologie comme thème principal, avec un peu de fantastique. Publiée dans Tintin jusqu'à la fin de ce périodique en 1988, cette série paraît en quatre albums au Lombard de 1985 à 1988.
Il existe un cinquième épisode prépublié dans le journal Tintin en 1988, mais non édité en album : Le Fou d'Alguam. 
Une dizaine d'histoires courtes, de une à dix pages chacune, soit un total d'une cinquantaine de planches, sont réalisées entre 1980 et 1988 et publiées dans Tintin Sélection et Super Tintin. Une histoire courte inédite est réalisée par les mêmes auteurs en 2023 dans le journal hors série pour les 75 ans du journal Tintin.
Enfin, juste avant la création de cette série, une histoire aux personnages très proches, a été créé par les mêmes auteurs dans la revue Tremplin en 1980, Francois Silence et Louise St Louis : les sortilèges de Keewatin. 

## Jugements sur la série
Selon Henri Filippini, le trait de Magda est classique, rappelant Aidans. Elle signe des illustrations harmonieuses. Chris Lamquet écrit pour cette série des scénarios parfois dramatiques mais avec un peu de comique, et bien documentés.

## Albums
1. La molaire de Mindanao, Le Lombard, 1985, 46 planches  (ISBN 2-8036-0534-1) ;
2. L'eau carnivore, Le Lombard, 1986, 46 planches  (ISBN 2-8036-0551-1) ;
3. Dawa virunga, Le Lombard, 1987, 46 planches  (ISBN 2-8036-0605-4) ;
4. La sève du maïs, Le Lombard, 1988, 46 planches  (ISBN 2-8036-0680-1).